# Diegten
Diegten és un municipi del cantó de Basilea-Camp (Suïssa), situat al districte de Waldenburg.